# Municipio de Salinas (Uruguay)

Mapa del municipio de Salinas.

El Municipio de Salinas es uno de los municipios del departamento de Canelones, Uruguay. Tiene como sede la ciudad homónima.

## Ubicación
El municipio se encuentra localizado en la zona sur del departamento de Canelones, al este del arroyo Pando. Limita al este con el municipio de Atlántida, al norte con el de Empalme Olmos, al oeste con los de Pando y Ciudad de la Costa, y al sur con el Río de la Plata.

## Características
El municipio fue creado por ley 18.653 del 15 de marzo de 2010, y forma parte del departamento de Canelones. Su territorio comprende al distrito electoral CMG de ese departamento.
Su superficie es de 84 km².
Forman parte del municipio de Salinas las siguientes localidades:
- Salinas
- Marindia
- Fortín de Santa Rosa
- Pinamar
- Neptunia
- La Montañesa
- Country Villa Juana
- Sosa Díaz

| Localidad                                                                                 | 1963 | 1975  | 1985  | 1996  | 2004  | 2011  | 2023   |
| ----------------------------------------------------------------------------------------- | ---- | ----- | ----- | ----- | ----- | ----- | ------ |
| Salinas                                                                                   | 931  | 1.866 | 2.523 | 5.279 | 6.574 | 8.626 | 11.700 |
| Marindia                                                                                  | 115  | 360   | 626   | 1493  | 2.586 | 3.543 | 5.359  |
| Fortín de Santa Rosa                                                                      | 59   | 80    | 88    | 181   | 207   | 296   | 583    |
| Pinamar-Pinepark                                                                          | 213  | 654   | 838   | 2.340 | 3.608 | 4.724 | 8.727  |
| Neptunia                                                                                  | 74   | 368   | 743   | 2.050 | 2.554 | 4.774 | 9.146  |
| La Montañesa                                                                              | 111  | 146   | 254   | 316   | 326   | 396   | 740    |
| Country Villa Juana                                                                       |      |       |       |       | 19    | 44    | 105    |
| Sosa Díaz                                                                                 |      |       |       |       |       |       | < 100  |
| Fuente: INE (Localidad "Sosa Díaz" fue codificada como "Cerámicas Salinas" en Censo 2023) |      |       |       |       |       |       |        |

## Autoridades
Las autoridades del municipio son el alcalde y cuatro concejales.
Alcaldes según período:
| 1 | Salvador Bernal | Frente Amplio FA | 8 de julio de 2010      | 8 de julio de 2015      | Alcalde elegido   | Héctor Joney Silva (FA) | Óscar Montero (FA) | Zully Cabrera (FA) | Ruben Pouso (PN)    |  |
| 2 | Oscar Montero   | Frente Amplio FA | 9 de julio de 2015      | 26 de noviembre de 2020 | Alcalde elegido   | Graciela Lopater (FA)   | Alberto Díaz (FA)  | Ruben Pouso (PN)   | Pablo Martínez (PN) |  |
| 3 | Oscar Montero   | Frente Amplio FA | 27 de noviembre de 2020 | 2025                    | Alcalde reelegido | María Suárez (FA)       | Alberto Díaz (FA)  | María Esteva (FA)  | Luis Denis (PN)     |  |